# Središnje izborno povjerenstvo Bosne i Hercegovine
Središnje izborno povjerenstvo Bosne i Hercegovine (SIPBiH) jest institucija, odnosno upravno tijelo odgovorno za reguliranje i nadzor izbornog procesa u Bosni i Hercegovini. SIP također nadzire rad lokalnih i regionalnih izbornih povjerenstava, koja reguliraju izborni postupak u nižim upravnim jedinicama.

## Povijest

### Podrijetlo
Nakon što je Parlamentarna skupština Bosne i Hercegovine na sjednici Zastupničkog doma, održanoj 21. kolovoza 2001. godine i na sjednici Doma naroda održanoj 23. kolovoza 2001. godine usvojila Izborni zakon Bosne i Hercegovine, koji je stupio na snagu 28. rujna 2001. godine, prestalo je s radom Privremeno izborno povjerenstvo, a utemeljeno je Izborno povjerenstvo Bosne i Hercegovine.
Članove Izbornog povjerenstva Bosne i Hercegovine imenovao je 16. studenog Visoki predstavnik s liste koju je predložila Privremena komisija za imenovanje, a koja se sastojala od članova Komisije za izbor i imenovanje sudaca Suda Bosne i Hercegovine i međunarodnih članova Izbornog povjerenstva Bosne i Hercegovine.
Za članove Izbornog povjerenstva Bosne i Hercegovine imenovani su Branko Perić, predstavnik srpskog naroda, Lidija Korać, predstavnik hrvatskog naroda, Hilmo Pašić, predstavnik bošnjackog naroda, Vehid Šehić, predstavnik ostalih, Veleposlanik Robert Beecroft, predstavnik međunarodne zajednice, Veleposlanik Dr. Gerhard Enver Schrönbergs, predstavnik međunarodne zajednice i Veleposlanik Victor A Tkachenko, predstavnik međunarodne zajednice.

### Prva i druga sjednica
Konstituirajuća sjednica Izbornog povjerenstva Bosne i Hercegovine održana je 20. studenog 2001. godine. Time je Privremeno izborno povjerenstvo zvanično prestalo da postoji. Na istoj sjednici donesena je Odluka o osnivanju Tajništva Izbornog povjerenstva Bosne i Hercegovine.
Tajništvo obavlja stručne i administrativno-tehničke poslove za potrebe Izbornog povjerenstva Bosne i Hercegovine, Izbornog vijeća za prigovore i žalbe kao i Apelacionog vijeća.
Na drugoj sjednici Izbornog povjerenstva Bosne i Hercegovine, koja je održana 27. studenog 2001. godine, za prvog Predsjednika izabrana je gospođa Lidija Korać. Na istoj sjednici Izborno povjerenstvo Bosne i Hercegovine usvojilo je Poslovnik o radu.

### Postupak rotacije
Na 46. sjednici Izbornog povjerenstva Bosne i Hercegovine održanoj 27. veljače 2003. godine provedena je procedura rotacije na mjestu Predsjednika ove institucije. Za drugog Predsjednika izabran je g-din Hilmo Pašić. Za trećeg Predsjednika Izborne komisije BiH 20. svibnja 2004. godine imenovan je gdin Vehid Šehić.
Prema članu 2.6 Izbornog zakona BiH Predsjednik Središnjeg izbornog povjerenstva BiH imenuje se iz reda njenih članova. Po jedan član Izbornog povjerenstva Bosne i Hercegovine iz reda Hrvata, Bošnjaka, Srba, i član iz reda ostalih obavljat će funkciju predsjednika Središnjeg izbornog povjerenstva Bosne i Hercegovine po principu rotacije, i to jedanput u 7 godina u trajanju od 21 mjesec.
U travnju 2006. godine Izborno povjerenstvo BiH mijenja naziv u Središnje izborno povjerenstvo BiH.

## Članovi
Trenutni članovi SIP-a su:
- Željko Bakalar, predsjednik
- dr. Suad Arnautović, član
- Irena Hadžiabdić, član
- dr. Ahmet Šantić, član
- Vlado Rogić, član
- Jovan Kalaba, član
- Vanja Bjelica-Prutina, član

## Popis predsjednika
Na 46. sjednici Izbornog povjerenstva Bosne i Hercegovine održanoj 27. veljače 2003. godine provedena je procedura rotacije na mjestu Predsjednika ove institucije.
| Ime i prezime         | Mandat            | Mandat            |
| --------------------- | ----------------- | ----------------- |
| Lidija Korać          | 27. studenog 2001 | 27. veljače 2003  |
| Hilmo Pašić           | 27. veljače 2003  | 20. svibnja 2004  |
| Vehid Šehić           | 20. svibnja 2004  | 18. kolovoza 2005 |
| Branko Petrić         | 18. kolovoza 2005 | 16. studenog 2006 |
| Stjepan Mikić         | 16. studenog 2006 | 15. veljače 2008  |
| Suad Arnautović       | 15. veljače 2008  | 8. svibnja 2009   |
| Irena Hadžiabdić      | 8. svibnja 2009   | 29. rujna 2011    |
| Branko Petrić         | 29. rujna 2011    | 26. lipnja 2013   |
| Stjepan Mikić         | 26. lipnja 2013   | 31. ožujka 2015   |
| Ahmet Šantić          | 31. ožujka 2015   | 1. siječnja 2017  |
| Irena Hadžiabdić      | 1. siječnja 2017  | 31. rujna 2018    |
| Branko Petrić         | 1. listopada 2018 | 11. ožujka 2020   |
| Vanja Bjelica-Prutina | 16. ožujka 2020   | 31. lipnja 2020   |
| Željko Bakalar        | 1. srpnja 2020    | trenutno          |

## Međunarodna suradnja
Središnja izborna komisija Bosne i Hercegovine provela je značajne aktivnosti u segmentu jačanja međunarodne suradnje. Na godišnjoj konferenciji Asocijacije europskih izbornih dužnosnika - ACEEEO, koja je održana u Albaniji 2004. godine, SIP BiH službeno je prihvaćen kao punopravni član ove važne međunarodne asocijacije. Također je bila domaćin i predsjedavajući 21. godišnje konferencije Asocijacije europskih izbornih dužnosnika (ACEEEO) pod nazivom „Sudjelovanje ranjivih skupina u izbornim procesima: manjine i osobe s invaliditetom“ održane od 15. do 17. rujna 2012. u Sarajevu.
U sklopu 6. konferencije Globalne izborne organizacije (GEO), 14. listopada 2013. u Međunarodnom poslovnom okrugu Songdo, Republika Koreja, održana je Osnivačka skupština Svjetske izborne asocijacije (A-WEB). Skupštini je prisustvovalo oko 450 dužnosnika iz 120 zemalja, uključujući 93 tijela za upravljanje izborima iz 90 zemalja, 14 međunarodnih organizacija i 39 nevladinih organizacija. SIP je kao aktivni sudionik u procesu osnivanja ove udruge izabran u tročlani "Odbor za nadzor i reviziju Svjetske asocijacije izbornih tijela", kojem trenutno predsjeda. Domaćin ovog događaja bilo je Državno izborno povjerenstvo Južne Koreje. Ovo udruženje igra ključnu ulogu u globalnoj razmjeni znanja između tijela za upravljanje izborima širom svijeta.
Uz to, predstavnici Središnjeg izbornog povjerenstva sudjelovali su u misijama za promatranje izbora širom svijeta, kao i na mnogim međunarodnim konferencijama i seminarima.
Poseban segment u međunarodnoj suradnji Središnjeg izbornog povjerenstva su bilateralni odnosi. Memorandume o suradnji potpisao je SIP sa značajnim brojem institucija iz drugih zemalja, kao i Misija OESS- a u BiH:
- Malezijsko izborno povjerenstvo - Memorandum zaključen 9. siječnja 2007.
- Komisija za utvrđivanje sukoba interesa Crne Gore - Memorandum zaključen 31. maja 2007.
- Središnje izborno povjerenstvo Ruske Federacije - memorandum zaključen 2. listopada 2010.
- Povjerenstvo za odlučivanje o sukobu interesa Republike Hrvatske - Memorandum zaključen 26. srpnja 2011.
- Središnje izborno povjerenstvo Ukrajine - memorandum zaključen 15. rujna 2012.
- Vrhovno izborno vijeće Republike Turske - Memorandum zaključen 1. lipnja 2015.
- Izborno povjerenstvo Indije - Memorandum zaključen 24. siječnja 2017.
- Memorandum o razumijevanju između CIK-a BiH i OESS-ove misije u BiH potpisan je 4. srpnja 2017.[3]